# Musculus teres minor
Der Musculus teres minor (lat. für „kleinerer runder Muskel“ oder „kleinerer Rundmuskel“) ist ein Skelettmuskel und befindet sich beim Menschen auf der Rückseite des Körpers, bei Tieren an der Hinterseite des Schultergelenks. Er wird teilweise (Mensch) oder ganz (Tiere) vom Musculus deltoideus verdeckt. Zusammen mit den Musculus supraspinatus, Musculus infraspinatus und Musculus subscapularis bildet er beim Menschen die Rotatorenmanschette, die den Kopf des Oberarmknochens in der Gelenkpfanne hält. 

## Verlauf
Der Teres minor ist ein schmaler Muskel, der mit seinem Nachbarn, dem M. infraspinatus, verwachsen oder durch ein bindegewebiges Septum von diesem getrennt wird. Er entspringt vom Außenrand des Schulterblatts und befestigt sich an der unteren Facette des Tuberculum majus. Gemeinsam mit dem  Musculus teres major begrenzt er die Achsellücken.

## Funktion
Der Musculus teres minor sorgt für Adduktion (d. h. Wiederheranführen des abgewinkelten Armes an den Körper), Außenrotation und Retroversion (d. h. Ausstrecken des Armes nach hinten) des Oberarmes.
Bei Tieren wirkt er als Beuger des Schultergelenks. Beim Hund tritt selten eine isolierte Myopathie des Muskels auf, die sich in einer reduzierten Beugung des Schultergelenks zeigt.